# Christian Pauc

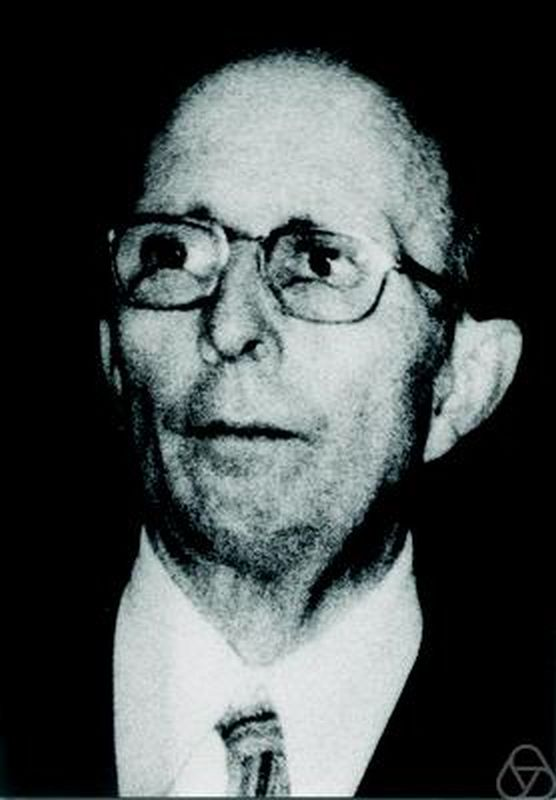
Christian Pauc 1971

Christian Yvon Pauc  (* 29. März 1911 in La Madeleine-lez-Lille; † 8. Januar 1981) war ein französischer Mathematiker, der sich mit Analysis befasste.

## Leben
Pauc studierte ab 1930 an der École normale supérieure (Paris) mit der Agrégation in Mathematik 1933. Nach dem Militärdienst forschte er für das CNRS und war 1935 bis 1937 in Wien (unter anderem im Seminar von Karl Menger) und Rom. 1939 wurde er an der Sorbonne bei Maurice Fréchet promoviert (Les methodes directes en calcul des variations et en geometrie differentielle). Als Reserveoffizier kam er 1940 in Kriegsgefangenschaft. Im Offizierslager in Berlin baute er eine Gefangenenuniversität auf und arbeitete am Zentralblatt für Mathematik mit (er hatte sehr gute Deutsch-Kenntnisse). Otto Haupt und Georg Nöbeling, die ihn noch aus Vorkriegszeiten kannten, holten ihn  1943 als Hilfsassistent an die Universität Erlangen. Daraus entstand die Neubearbeitung der dreibändigen Differential- und Integralrechnung von Haupt und Georg Aumann (De Gruyter, 1948 bis 1950) und über ein Dutzend Aufsätze von Pauc mit Haupt. 1945 kehrte er nach Frankreich zurück, war Dozent an der Universität Clermont-Ferrand und ab 1946 in Marseille. 1948 bis 1952 lehrte er an der Universität Kapstadt (einer seiner Doktoranden dort war Hanno Rund). 1953 wurde er Maître de conférences an der École nationale supérieure de mécanique in Nantes (aus der später die Universität hervorging), wobei er auch an der Universität Rennes lehrte. Er besuchte auch häufig Erlangen und schon 1947 das Oberwolfach-Institut. Nach Gründung der Universität Nantes erhielt er dort 1962 einen persönlichen Lehrstuhl. Er starb an den Folgen einer Parkinson-Erkrankung und liegt in Saint-Léger-les-Vignes südlich Nantes begraben.
1959 erhielt er den Prix Carrière der Académie des Sciences.
1954 war er eingeladener Sprecher auf dem Internationalen Mathematikerkongress in Amsterdam (Contributions à la théorie de la différentiation de fonctions d’ensemble).
1935 heiratete er Christiane Gouard (ebenfalls Absolventin der ENS).

## Schriften
- mit Otto Haupt, Georg Aumann: Differential- und Integralrechnung, 3 Bände, De Gruyter 1948 bis 1955
- mit Charles Hayes: Derivation and Martingales, Ergebnisse der Mathematik, Springer 1970